# Klemens Falkowski
Klemens Falkowski ps. „Julian Osterwa” (ur. 22 listopada 1898 w Piotrkowie, zm. 7 lipca 1916 pod Trojanówką) – żołnierz Legionów Polskich, kawaler Orderu Virtuti Militari.

## Życiorys
Urodził się w rodzinie Kazimierza i Bronisławy z Krasińskich. Był młodszym bratem Czesława (1895–1915), także legionisty i kwalera Orderu Virtuti Militari. Klemens ukończył osiem klas Szkoły Polskiej w Piotrkowie. Był jednym z organizatorów tamtejszego harcerstwa polskiego.
W 1914 wstąpił do Legionów Polskich i służył w 1 pułku ułanów. Walczył między innymi pod Krzywopłotami, Limanową, Łowczówkiem, nad Nidą, pod Konarami i Tarłowem. W bitwie pod Trojanówką, prowadząc pluton do ataku poległ. Zwłoki zostały nierozpoznane, miejsce pochowania nieznane. Za bohaterstwo w walce odznaczony został Krzyżem Srebrnym Orderu Virtuti Militari.
Nazwisko jego zostało umieszczone na pamiątkowych tablicach poległych legionistów w kościele św. Jacka i I Liceum Ogólnokształcącym im. Bolesława Chrobrego w Piotrkowie Trybunalskim.

## Ordery i odznaczenia
- Krzyż Srebrny Orderu Wojskowego Virtuti Militari nr 5404 – pośmiertnie 17 maja 1922[3][4]
- Krzyż Niepodległości – pośmiertnie 20 grudnia 1932 „za pracę w dziele odzyskania niepodległości”[5]